# Orange G
Orange G ou orange gelb (sendo gelb amarelo, em alemão), também chamado Alaranjado G, Laranja Ácido 10, ou ainda C.I. 16230 é um corante azóico (azo-composto) sintético usado em histologia e biologia molecular em muitas formulações de corantes. É usualmente disponível na forma de um sal dissódico.
Número CAS 1936-15-8. Sua estrutura SMILES é Oc1ccc2cc(OS([O-])=O)cc(OS([O-])=O)c2c1N=Nc3ccccc3.
Seus codigos de risco e segurança são R36 / 37 / 38 S26 e S36.

## Química, características e propriedades
Quando sólido, tem a aparência de pó ou cristais laranjas. Forma grumos em ambiente úmido.
Tem fórmula química C16H10N2O7S2Na2, sendo, mais precisamente o sal dissódico do ácido 7-hidroxi-8-(fenilazo)-1,3-naftalenodissulfônico.
Massa molecular de 452,37 u. Solubilidade em água aproximada de 80 a 108,6 g/L e em etanol de 2,2 g/L.
Quando iluminado por radiação ultravioleta apresenta fluorescência azul.
Apresenta absorção máxima de 472 nm, 475 nm,
476-480 nm.

## Usos
O principal uso do Orange G é no corante Papanicolaou OG6, para colorir queratina (por este motivo manuseá-lo pode colorir a pele desprotegida de laranja), também é o maior componente do teste de Alexander para a coloração de pólen.
É usado em algumas outras colorações tricrômicas como a coloração tricrômica de Mallory.
É frequentemente combinado com outros corantes amarelos em solução alcoólica para colorir eritrócitos em métodos tricrômicos, e é usado para destacar e diferenciar células no pâncreas, utilizando técnicas conjuntas com hematoxilina, fucsina ácida, azuis solúveis e a hematoxilina modificada de Weigert para a coloração dos núcleos celulares. Similarmente, é usado para destacar e diferenciar células da glândula pituitária, em conjunto com o ácido periódico.
O Orange G pode ser usado como um marcador de cor para monitorar os processos de eletroforese de gel de agarose, atuando aproximadamente a taxa de 50 pares de bases (bp) de moléculas de DNA, e eletroforese de gel de poliacrilamida. Azul de bromofenol e xileno cianol podem também ser usados para este propósito.
Apesar de seus dois grupos ionizáveis, apresenta somente duas cores em solução aquosa, laranja brilhante em pH neutro e ácido e vermelho em pH maior que 9.

## Obtenção
É obtido a partir do Ácido G em copulação com a anilina.